# سانسونگا جونچانگ شماره ۳۶
سانسونگا جونچانگ شماره ۳۶ ( کره ای: 산성하 전창 36호) که با نام آرامگاه سانسونگا جونچانگ شماره ۳۶ نیز شناخته می‌شود، یک آرامگاه سلطنتی گوگوریو از قرن اول میلادی واقع در منطقه جونچانگ از آرامگاه‌های باستانی سانسونگا در شهر جی‌آن، استان جی‌لین، چین. این آرامگاه با نام سانسونگا جونچانگ شماره ۳۶ (JSM ۰۰۳۶) فهرست شده است. هیچ مدرک قطعی برای صاحب آرامگاه وجود ندارد، اما فرض بر این است که آرامگاه پادشاه شینده یا پادشاه گگوکچون باشد.

## ساختار آرامگاه
این یک آرامگاه سنگی بزرگ به طول تقریبی ۳۷ متر و ارتفاع ۴.۵ متر است. نقشه کف آن از نوع تمام‌پشتی است و طبقه اصلی آن مربع و طبقه پایینی آن نیم‌دایره است. آرامگاه شماره ۳۶ جئونچانگ در قسمت مرتفعی از دامنه کوه واقع شده است و آرامگاه‌های سنگی به صورت ردیفی در دامنه جنوبی آن ساخته شده‌اند.
در همین حال، آرامگاه‌های شماره ۳۸، ۳۹ و ۴۰، آرامگاه‌های بزرگی در شرق مقبره شماره ۳۶، تقریباً در مجاورت یکدیگر ساخته شده‌اند.